# Campoplex notabilis
Campoplex notabilis är en stekelart som beskrevs av Setsuya Momoi 1970. Campoplex notabilis ingår i släktet Campoplex och familjen brokparasitsteklar. Inga underarter finns listade.